# Pedro del Mar
Pedro del Mar, bürgerlich Patrick Shah, ist ein deutscher Musikproduzent, DJ, Radiomoderator und Musiklabelinhaber. Er ist Inhaber der Marken Mellomania (Radiosendungen, Events und Musik-Compilations), sowie Music Invasion (Musik-Compilations). Seit Oktober 2014 betreibt er in Anlehnung an die weltweite Trance-Bewegung in sozialen Netzwerken unter dem Namen #trancefamily ein weiteres neues Plattenlabel. Zudem ist er Geschäftsführer des familieneigenen Musikunternehmens Shah-Music sowie des zugehörigen Musikverlags SMP Musikverlag Gisela Shah. Sein Bruder Roger Shah, mit dem er bis Januar 2007 die wöchentliche Radiosendung Mellomania Deluxe auf sunshine live moderierte, ist ebenfalls  in der Musikindustrie als DJ, Komponist und Musikproduzent aktiv.
Pedro del Mar veröffentlicht über Plattenlabels wie Universal Music, Sony Music, Warner Music, EMI Music, Armada Music, Black Hole Recordings, Shah-Music, Magic Island Recordings, #trancefamily, Music Invasion, delmar, Club Traxx ! Rec., Pulsive Media und viele weitere.
International bekannt wurde er mit seiner ersten Single Harder?!, die zunächst auf dem eigenen Label Club Traxx ! Rec. erschien und durch den englischen BBC-Radio-1-DJ Judge Jules zum Ibiza-Sommerhit 2002 wurde. Unzählige sogenannte Major-Companies überschlugen sich mit Angeboten für diese Single und so wurde sie schließlich in über 60 Ländern der Welt physisch auf CD, Vinyl und MC veröffentlicht. Unter anderem stieg die Single im September 2002 auf Platz 79 der offiziellen englischen Verkaufscharts ein. Seitdem ist Pedro als Remixer und Produzent international aktiv. Es folgten Remixes für Künstler wie Tiesto, Paul van Dyk, Roger Shah, Cosmic Gate, System F, Robbie Rivera, Emma Hewitt, The Thrillseekers, Sunlounger, JES und viele weitere. 
Nach verschiedenen Veranstaltungen unter dem Namen Mellomania gründete er im November 2001 die gleichnamige Radiosendung. Sie war seinerseits die erste Spezialsendung auf sunshine live, die sich ausschließlich dem internationalen Trance-Genre widmete und die nach einer Umstrukturierung praktisch sämtliche international erfolgreichen DJs erstmals per Gast-Mixes in der deutschen Radiolandschaft präsentierten. Neben nationalen DJ-Größen wie Paul van Dyk oder Timo Maas waren mit Tiesto, Above & Beyond, Ferry Corsten, Judge Jules, Paul Oakenfold oder Armin Van Buuren die Weltelite der DJs zu Gast.
Seit 2003 gibt es in regelmäßigen Abständen auch eine gleichnamige Mellomania-CD-Serie. Bislang erschienen 23 Ausgaben weltweit. Im Oktober 2014 gab Pedro del Mar in seiner Sendung bekannt, dass Mitte Januar 2015 eine neue CD auf den Markt kommen soll. Neben der Mellomania-Compilation ist er für mehrere hundert weiterer Compilations verantwortlich, die sich nahezu ausschließlich den Musikgenres Trance, Balearic und Chillout widmen. Seit 2010 veröffentlicht er mit Playa Del Lounge eine weitere Compilationreihe, die im Genre von Chillout, Lounge, Acoustic und Downbeat anzusiedeln ist und die über Black Hole Recordings und Sony Music erscheint.